# 2. hrvaški korpus (NOVJ)
2. hrvaški korpus je bil partizanski korpus, ki je deloval kot del NOV in POJ v Jugoslaviji med drugo svetovno vojno.
Korpus je bil ustanovljen 20. junija 1943 s preimenovanjem 1. slavonskega korpusa in razpuščen že 7. oktobra istega leta.

## Sestava
- 4. divizija
- 10. divizija
- Posavski odred
- Podravski odred
- Osješki odred
- Požeški odred
- Bilogorski odred
- Daruvarski odred
- Fruškogorski odred